# 真珠の頚飾
『真珠の頚飾』（しんじゅのくびかざり、原題・英語: Desire）は、1936年に製作・公開されたアメリカ合衆国の映画である。

## 概要
1933年のドイツ映画『Die schönen Tage von Aranjuez（アランフェスの素晴らしき日々）』（ブリギッテ・ヘルム主演）のリメイクであり、エルンスト・ルビッチが製作を担当、フランク・ボーゼイジが監督、マレーネ・ディートリヒとゲイリー・クーパーが主演した。ディートリヒとクーパーは『モロッコ』（1930年）に次ぐ共演となった。

## キャスト
- マドレーヌ・ド・ボープレ：マレーネ・ディートリヒ（吹替：小沢沙季子）
- トム・ブラッドレー：ゲイリー・クーパー（吹替：黒沢良）
- カルロス・マルゴリ：ジョン・ハリデイ

## スタッフ
- 監督：フランク・ボーゼイジ
- 製作：エルンスト・ルビッチ、フランク・ボーゼイジ
- 脚本：エドウィン・ジャスタス・メイヤー、ウォルデマー・ヤング、サミュエル・ホッフェンスタイン
- 音楽：フリードリヒ・ホレンダー
- 撮影：チャールズ・ラング
- 編集：ウィリアム・シェア
- 美術：ハンス・ドライアー、ロバート・アッシャー
- 衣裳：トラヴィス・バントン
- 録音：ドン・ジョンソン、ハリー・D・ミルズ

## 注
1. ↑  スティーヴン・バック『マレーネ・ディートリヒ』（福武書店、1995年）